# Нколосо, Эдвард Макука
Эдвард Фестус Макука Нколосо (Edward Festus Mukuka Nkoloso) — замбийский педагог и общественный деятель, ветеран Второй мировой войны и борец за независимость, ставший известным как инициатор космической программы Замбии.

## Биография
Во время Второй мировой войны был сержантом британских войск. После войны он стал переводчиком колониальной администрации Северной Родезии. Он также был учителем начальных классов; открытая им школа была, предположительно, закрыта британскими властями. Затем он присоединился к антиколониальному движению. За эту деятельность он арестовывался и подвергался тюремному заключению в 1956 и 1957 годах. После освобождения он стал сотрудником службы безопасности Объединённой партии национальной независимости, под началом Кеннета Каунды добивавшейся суверенитета страны и построения в ней социалистического строя «замбийского гуманизма». В 1960 году он основал Национальную академию наук, космических исследований и философии Замбии. В 1964 году он участвовал в Конституционном конвенте (Учредительном собрании), готовившем конституцию независимой Замбии.

## Космическая программа Замбии
В начале 1960-х годов Эдвард Макука Нколосо решил собрать первый африканский экипаж, который отправится в космос. Более того, в разгар космической гонки между Советским Союзом и Соединёнными Штатами «Национальное космическое агентство Замбии» под его руководством планировало обогнать обе сверхдержавы, первыми побывав на Луне и даже на Марсе. Планировалось, построив ракету из алюминия и меди, отправить в космос 17-летнюю девушку Мату Мвамбву и двух котов. Участников данной программы Эдвард Нколосо называл придуманным им термином «афронавт».
Подготовку группы добровольцев к космическому полёту Нколосо проводил на заброшенной ферме в 7 милях от Лусаки. Программа тренировок включала в себя спуск с холма в цистерне из-под нефти, что, по мнению инициатора, должно было имитировать перегрузки — так он готовил своих подопечных к чувству невесомости во время полёта и входа в атмосферу (как и качание на качелях с последующим перерезанием верёвки). Кроме того, разрабатывалось хождение на руках, чтобы применять этот навык на Луне.
По заверениям Нколосо, занимаясь исследованиями Марса при помощи телескопа в своей тайной лаборатории за пределами Лусаки, он обнаружил, что Марс обитаем. Поэтому следует отправить туда миссионеров, чтобы проповедовать христианство, и таким образом Замбия установит контроль над «седьмым небом межзвёздного пространства». При этом он запретил членам своей миссии силой навязывать коренным марсианам христианство.
Установка для полётов в космос должна была взлететь при помощи системы катапульт. Первая «ракета» получила название «D Kalu-1» — в честь первого президента Замбии Кеннета Дэвида Каунды. Журналистам была представлена бочка размером 10 х 6 футов — по заверениям Нколосо, готовая к космическому полёту. Он также заявил, что запуск был запланирован на 24 октября 1964 — День независимости — и должен был производиться со Стадиона независимости, но «афронавтам» якобы отказали в его проведении из-за неуместности.
На реализацию своих амбициозных планов идеолог замбийской космонавтики запросил у ЮНЕСКО грант в размере 7 млн замбийских фунтов, а ещё 1,9 млрд долларов — у «частных зарубежных источников». Министерство энергетики, транспорта и связи Замбии подтвердило, что эти запросы делались от имени частного лица, а не государства.
Так и не дождавшись финансирования, «космическая программа» была свёрнута. Государство уже давно дистанцировалось от этой затеи, привлекавшей внимание зарубежных СМИ, откровенно высмеивавших космические амбиции африканской республики. Официально было заявлено, что программа закрылась из-за беременности афронавтки, которую родители увезли в родную деревню. Одержимый шпиономанией Нколосо видел за этим козни американских и советских шпионов, стремившихся украсть его секреты и уничтожить «ракеты».

## Дальнейшая судьба
Нколосо безуспешно баллотировался на пост мэра столицы Лусаки, подчёркивая в своей программе важность научного прогресса. Он был назначен президентом Каундой в «Центр освобождения», в котором как-то отстаивал идею государственной поддержки знахарства. Ушёл в отставку в 1972 году.
В 1983 году он получил диплом юриста в Университете Замбии. Он был награждён советской юбилейной медалью «Сорок лет Победы в Великой Отечественной войне 1941—1945 гг.» Он также возглавлял Ассоциацию бывших военнослужащих Ндолы и получил почётный чин полковника армии. Умер 4 марта 1989 года и был похоронен с президентскими почестями.

## В популярной культуре
Почти 50 лет спустя, в 2012 году, фотограф Кристина де Миддел создала фотопроект «Афронавты» (Afronauts) в память о так и не реализованной космической программе Замбии, издав снятые по мотивам последней художественные фотографии отдельной книгой. Ни одна из этих фотографий не сделана в Замбии — они снимались в Испании, Италии, США и Палестине. Ей удалось собрать всего несколько документов об этой инициативе — статью в «Lusaka Times» за авторством самого Эдвард Макуки Нколосо и интервью с ним для британского телевидения. Независимый короткометражный документальный фильм Afronauts режиссёр Фрэнсиса Бодомо был представлен на кинофестивале Сандэнс в 2014 году.
В 2014 году несостоявшейся замбийской космической программе был посвящён фильм «Афронавт Нколосо», номинированный на кинофестивале Уганды 2014 года.